# 2018년 동계 올림픽 콜롬비아 선수단
2018년 동계 올림픽 콜롬비아 선수단은 대한민국 평창에서 개최되는 2018년 동계 올림픽에 참가하는 올림픽 콜롬비아 선수단이다. 콜롬비아는 지난 대회인 2014년 동계 올림픽에 참가하지 못했으며, 2010년 동계 올림픽 이후 두 번째로 동계 올림픽에 참가하게 되었다.
이번 대회에서 콜롬비아는 총 네 명의 선수가 세 종목에 각각 참가한다.

## 참가 선수
다음은 각 종목별 참가 선수 현황이다.
| 종목           | 남자 | 여자 | 총합 |
| -------------- | ---- | ---- | ---- |
| 알파인스키     | 1    | 0    | 1    |
| 크로스컨트리   | 1    | 0    | 1    |
| 스피드스케이팅 | 1    | 1    | 2    |
| 총합           | 3    | 1    | 4    |

## 메달 집계
| 종목 | 1 | 2 | 3 | 합계 |
| 합계 |   |   |   |      |

## 종목별 성적

### 스피드 스케이팅
남자
| 선수 | 세부 종목 | 1차 시기 | 1차 시기 | 2차 시기 | 2차 시기 | 결선 | 결선 |
| 선수 | 세부 종목 | 기록     | 순위     | 기록     | 순위     | 기록 | 순위 |

### 알파인 스키
콜롬비아에는 남자 선수 한 명이 배정됐으며, 미카엘 포에토스 선수가 나설 예정이다.
포에토스 선수는 콜롬비아 칼리에서 태어나, 생후 21개월 때 프랑스 가정에 입양됐다. 프랑스에서 자란 포에토스는 레카로즈 다라슈에서 스키를 배웠다. 이후 2016년 노르웨이 릴레함메르에서 열린 동계 청소년 올림픽에 콜롬비아 대표로 처음 출전하였다. 포에토스 선수의 이야기는 역시 이번 평창 올림픽에 출전하게 될 마다가스카르의 미알리티아나 클레르 선수와 거의 같았기에 화제를 모았다.
남자
- 미카엘 포에토스

| 선수 | 세부 종목 | 1차 시기 | 1차 시기 | 2차 시기 | 2차 시기 | 합계 | 합계      |
| 선수 | 세부 종목 | 기록     | 순위     | 기록     | 순위     | 기록 | 최종 순위 |

### 크로스컨트리 스키
콜롬비아에는 남자선수 한 명이 배정됐으며 세바스티안 우프림니 선수가 출전한다. 우프림니 선수는 프랑스 파리에 거주하던 콜롬비아 이민자 가정에서 태어났다. 이번 출전으로 콜롬비아는 사상 처음으로 크로스컨트리 종목에 발을 내딛게 됐다.
| 선수                | 종목           | 결승 | 결승 | 결승 |
| 선수                | 종목           | 시간 | 감점 | 순위 |
| ------------------- | -------------- | ---- | ---- | ---- |
| 세바스티안 우프림니 | 남자 15km 프리 |      |      |      |

## 스피드스케이팅

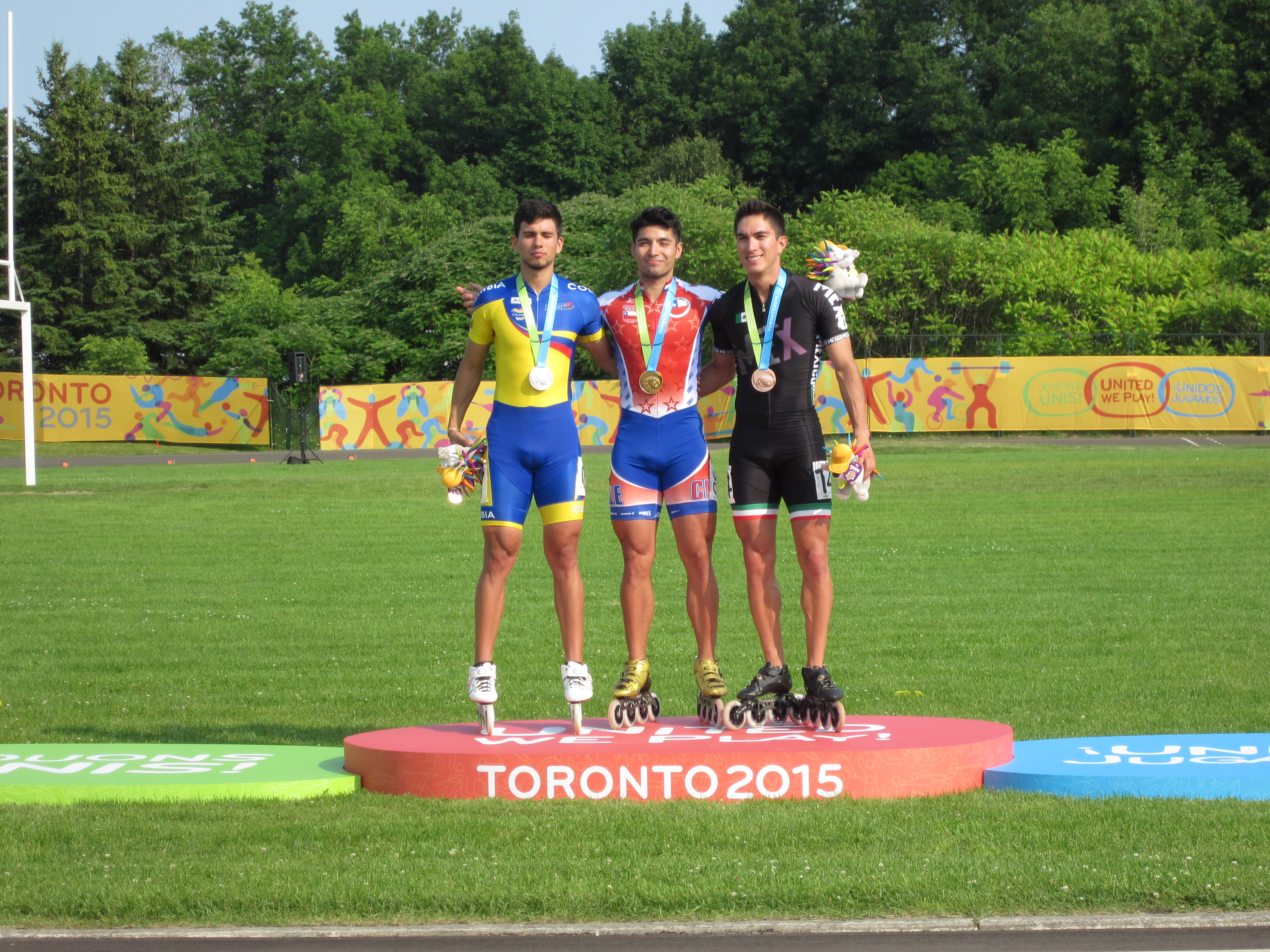
2015년 팬아메리카 대회 스피드스케이팅 남자 200m 은메달리스트, 페드로 카우실 (맨 왼쪽) 선수

콜롬비아는 인라인 스피드 스케이팅 강국이며, 2010년부터 세계 롤러 스피드스케이팅 선수권 대회에서 연속 우승하고 있다. 하지만 해당 종목이 올림픽 종목으로는 채택되지 못한 탓에 그 빛을 보고 있지 못하고 있는 실정이다.
2015년, 콜롬비아 인라인스케이팅 연맹은 국제 빙상 연맹으로부터 빙상 스피드스케이팅 부문 회원국 지위를 부여받아, 동계 올림픽의 해당 종목에 선수를 출전시킬 가능성이 생겼다. 이후 남자선수 페드로 카우실이 이번 대회 500m와 1000m 종목에 잠정 출전권을 따냈다. 카우실 선수는 콜롬비아는 물론, 남아메리카 출신으로도 사상 최초로 동계올림픽에 출전한 스피드스케이팅 선수가 될 예정이다.
이후 러시아 선수의 출전권이 박탈되면서 재조정에 들어감에 따라, 콜롬비아에 여자 단체추월 종목 출전권이 부여됨으로써 라우라 고메스 선수가 출전할 예정이다.
남자
| 선수          | 종목           | 결승 | 결승 |
| 선수          | 종목           | 시간 | 순위 |
| ------------- | -------------- | ---- | ---- |
| 페드로 카우실 | 500m           |      |      |
| 페드로 카우실 | 1000m          |      |      |
| 라우라 고메스 | 여자 단체 추월 |      |      |